# Tomas Brolin
Tomas Brolin (Hudiksvall, 1969. november 29. –) svéd válogatott labdarúgó. Legnagyobb sikereit az olasz Parma csapatával érte el.
Az 1994-es világbajnokságon bronzérmet szerzett a válogatottal és beválasztották a torna csapatába. Két alkalommal választották meg Svédországban az év labdarúgójának.

## Pályafutása

### Klubcsapatban
Pályafutását a negyedosztályú Näsvikens IK-ban kezdte 1984-ben, ahol 36 mérkőzésen 10 alkalommal volt eredményes. 1987-ben a GIF Sundsvall igazolta le az ekkor még csak 18 esztendős csatárt. Egy IF Elfsborg elleni találkozón mutatkozhatott be az első csapatban. Ezt követően, három bajnoki idény után az IFK Norrköping csapatához került egy rövid időre. 1990-ben a Seria A-ba visszajutó Parma igazolta le. Első szezonjában 7 alkalommal volt eredményes. Az 1991–92-es idényben megnyerték az olasz kupát. Egy évvel később a kupagyőztesek Európa-kupájának 1992–93-as kiírását és az 1993-as UEFA-szuperkupát is elhódították.
1994. november 16-án a válogatott tagjaként egy Európa-bajnoki selejtezőn súlyos sérülést szenvedett. Ez a mozdulat a később pályafutására komoly hatással volt. 1995-ben miután felépült a Leed United szerződtette, de a sérülések tovább nehezítették a helyzetét és mindössze 20 mérkőzésen lépett pályára. Két alkalommal is kölcsönadták, először az FC Zürich, majd a Parma csapatához. 1998-ban a Crystal Palace-hoz került, de ott se tudott igazán maradandót alkotni és rövid után hazatért Svédországba. Utolsó állomása a Hudiksvalls volt. Egy mérkőzésen lépett pályára és mindössze 29 éves korában, 1998-ban visszavonult.

### A válogatottban
1990 és 1995 között 47 alkalommal szerepelt a svéd válogatottban és 27 gólt szerzett. Részt vett az 1990-es világbajnokságon és az 1994-es világbajnokságon, illetve az 1992-es Európa-bajnokságon. 1994-ben beválasztották a torna álomcsapatába.

## Sikerei, díjai
Parma
- Olasz kupa (1): 1991–92
- Kupagyőztesek Európa-kupája (1): 1992–93
- UEFA-szuperkupa (1): 1993
- UEFA-kupa (1): 1994–95

Svédország
- Európa-bajnoki bronzérmes (1): 1992
- Világbajnoki bronzérmes (1): 1994

Egyéni
- Az év svéd labdarúgója (2): 1990, 1994